# Wissel (bankdocument)

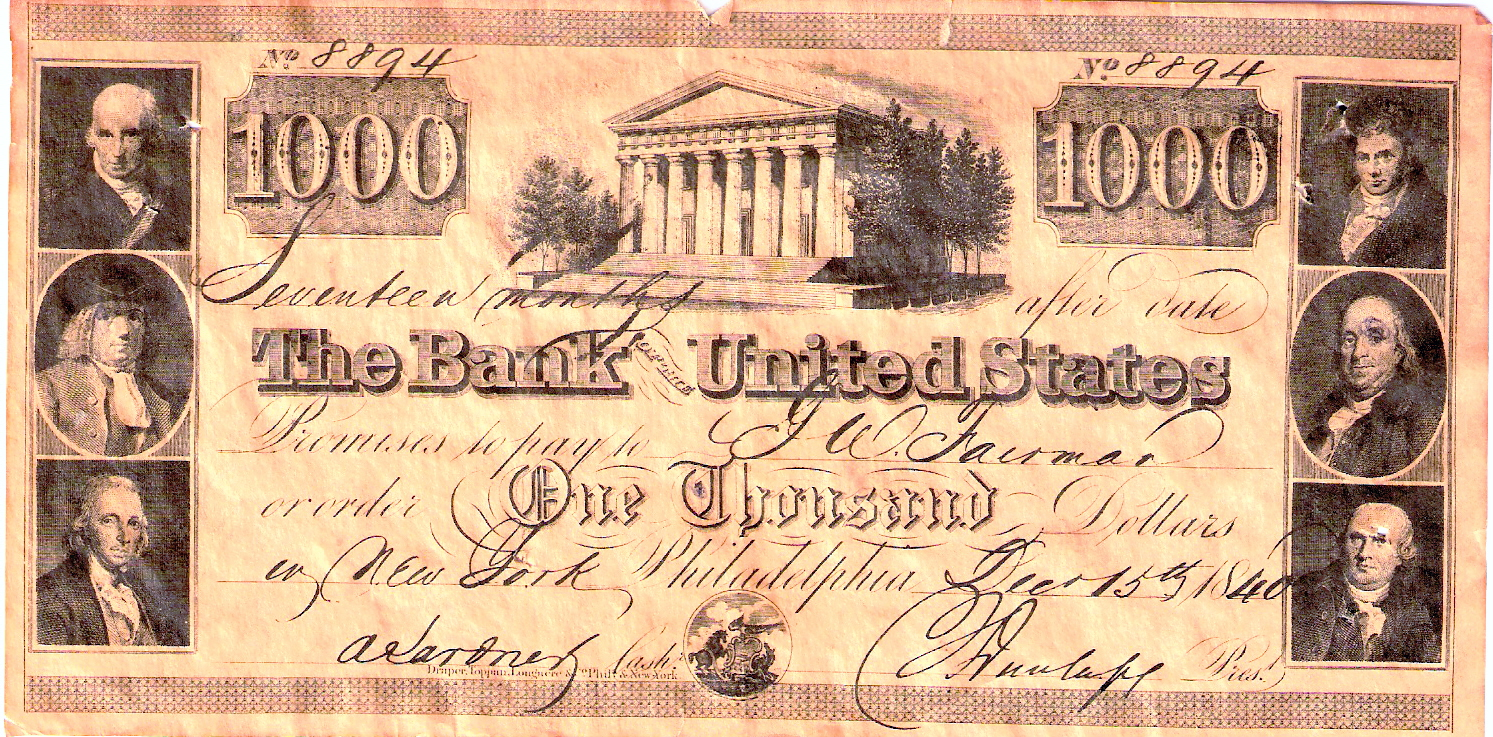
Een wissel uitgegeven door de Second Bank of the United States op 15 december 1840 voor een bedrag van $1000.

Een wissel of wisselbrief is een onvoorwaardelijke, schriftelijke betalingsopdracht in (mogelijk ook vreemde) valuta, vastgesteld op een toekomstige datum, of per direct. Het wordt in de internationale handel meestal voor een buitenlandse begunstigde gebruikt. De tussenpersoon verdient aan de wisseltransactie.

## Geschiedenis
De wisselbrief werd eerst ingevoerd door Noord-Italiaanse handelaars/ondernemers in de 13de eeuw. De snelle evolutie van de handel in die tijd vereiste namelijk een beter en veiliger betalingsmiddel en daarenboven de mogelijkheid tot opname van krediet. Dit maakte het mogelijk dat de handelaar niet meer met zijn handelswaar mee moest reizen maar alles vanuit zijn handelskantoor kon coördineren.
De wisselbrief is een streng gereglementeerd document dat weinig bekend is, maar toch enkele voordelen biedt, waaronder het discontokrediet.

## Soorten wissels

### Wissel getrokken op koper
De trekker (schuldeiser/crediteur/verkoper) geeft met een wissel opdracht aan de betrokkene (schuldenaar/debiteur/koper) om een bepaalde geldsom op een bepaalde datum te betalen aan de nemer (begunstigde) of diens order.
In de wisselbrief staat vermeld:
- naam trekker: de schuldeiser/crediteur/verkoper die de wisselbrief opstelt;
- naam betrokkene: de schuldenaar/debiteur/koper die op de vervaldag het bedrag moet betalen;
- naam begunstigde: de verkoper of derde;

- het bedrag: dit moet zowel vermeld worden in cijfers als in letters. Indien deze twee bedragen verschillen, wordt uitgegaan van het bedrag in letters.
- acceptatie wisselbrief: een verbintenis waarmee betrokkene aangeeft iedere houder van de wisselbrief op de vervaldag te zullen betalen.
- de term 'wissel' bovenaan; zonder dit kan men in geen geval in juridische zin spreken van een wissel.

Daarna heeft de verkoper verschillende mogelijkheden:
- op de vervaldag biedt de verkoper de wisselbrief aan bij de koper;
- de verkoper geeft de wisselbrief aan zijn schuldeisers (met een endossement) die daarmee dan de schuld kunnen incasseren;
- de verkoper geeft de wisselbrief aan zijn bank om te incasseren, als hij een cedentendiscontokrediet geniet. De bank betaalt de verkoper het bedrag na aftrek van commissieloon en interest voor resterende looptijd;
- de verkoper geeft de wisselbrief aan de bank van de koper om die de verkoper te laten betalen, als de koper een leveranciersdiscontokrediet geniet. De verkoper krijgt dan het volledige bedrag, terwijl de koper de kosten en intrest voor de resterende looptijd betaalt.

Betaalt de koper niet, dan moet de verkoper:
1. dit laten vaststellen door de gerechtsdeurwaarder (protest van niet-betaling). De wissel wordt dan gepubliceerd in 'De Lijst der Protesten'.
2. dit bedrag vorderen bij andere ondertekenaars wisselbrief (wissel met aval/borgtocht).

### Wissel getrokken op bank
Een wissel getrokken op bank is een bankaccept of acceptkrediet, die alleen wordt gebruikt voor import en export. Mogelijk wordt de wissel getrokken op en geaccepteerd door de bank. Men noemt dit een bankaccept of een acceptkrediet dat dient voor financiering van:
- de import: importeur trekt wissel op bank;

De bank accepteert de wissel die de importeur op haar trekt, om de aankoopfacturen van de importeur te financieren.
- de export: exporteur/verkoper trekt wissel;

De bank accepteert de wissel die de exporteur op haar trekt, om de verkoopfacturen van de exporteur voor te schieten.
Na overhandiging van de wissel, stort de bank het bedrag op rekening van haar klant. Op de vervaldag gaat dit er weer af.